# Динамо (стадион, Москва)
Стадион «Динамо» — бывший стадион в Москве, домашняя арена футбольного клуба «Динамо». Был расположен в районе Аэропорт, Северного административного округа Москвы. Снесён в 2012 году, а на его месте возведена «ВТБ Арена».

## История

### От Всесоюзной Спартакиады до Олимпиады-80, 1928—1977
Первый стадион футбольной команды московского спортивного общества «Динамо» открылся в 1923 году на пустыре возле детской больницы имени Святой Ольги в Орлово-Давыдовском переулке. В первой очереди энтузиасты и члены общества оборудовали футбольное поле, окружили его 3 рядами скамеек, организовали несколько спортивных площадок и возвели небольшое здание, где разместились раздевалки и склад спортинвентаря. Во второй очереди, сданной в мае 1924 года, на стадионе появилась раздевалка с горячим душем, расположившаяся в бывшем здании морга. С расширением общества и ростом популярности команды число болельщиков на соревнованиях выросло до 5 тысяч человек. Постепенно назрела потребность в более просторном стадионе с несколькими полями, просторными раздевалками и комнатами для собраний — капитаны были вынуждены вести учебный процесс в служебном помещении общества у Крымского моста.
Материальное положение общества начало укрепляться с учреждением коммерческого отдела, который возглавили экономисты Александр Лурье и Семён Лоевский. Они организовали при обществе артели и предприятия по выпуску спортивных товаров и развернули производство в мастерских при трудовых коммунах бывших беспризорников. Ко 2-й половине 1926 года наполнение казны общества позволило начать поиск места для строительства нового спортивного сооружения. После длительных обсуждений выбор остановился на участке на пересечении Московской и Театральной аллей Петровского парка. Проект стадиона разработали архитекторы Аркадий Лангман и Лазарь Чериковер. Первое время стройка держалась на энтузиазме динамовской и городской молодёжи, выходившей работать по выходным дням. В 1927 году на высоком правительственном и партийном уровне было принято решение о проведении в ознаменование 10-летия советской власти Всесоюзной спартакиады, и строительство стадиона стало задачей государственной важности.
17 августа 1928 года стадион был официально открыт матчем футбольного турнира Спартакиады, в котором встретились сборные Белорусской ССР и рабочих клубов Швейцарии. Открытие Спартакиады комментировал Вадим Синявский, в будущем — знаменитый советский спортивный комментатор. 29 мая 1929 года Синявский провёл первый в СССР спортивный репортаж, широко транслировавшийся в радиоэфире: на футбольном поле встретились сборные РСФСР и Украинской ССР. В августе 1929 года на стадионе прошёл первый Всесоюзный слёт пионеров.
К открытию Спартакиады были возведены 3 бетонные трибуны на 25 тысяч зрителей, поднявшиеся на высоту 16 метров. В плане стадион с прямыми северной и южной трибунами и полукруглой западной, где располагался главный вход, напоминал вытянутую полукруглую подкову. Под трибунами располагались 3 спортивных зала для гимнастики, бокса и борьбы, 2 тира на 50 и 100 метров, раздевалки и душевые, кабинеты врачей и служебные помещения. К востоку от стадиона на территории Петровского парка располагались запасное футбольное поле, 4 баскетбольные площадки, 4 городошные площадки, 7 летних теннисных кортов. В 1929 году на стадионе открылся трек с перепадами высот, который по оригинальной задумке архитекторов опоясывал поле широкой лентой и примыкал к гаревой легкоатлетической дорожке. Совмещение трассы со стадионом оказалось неудачным решением: мотоциклисты и велосипедисты мешали другим спортсменам, а трек из-за недостаточного угла наклона был неудобен для соревнований. Впоследствии трасса не использовалась по назначению: в дни значительных соревнований там устанавливались скамейки из городских скверов и парков, на которых располагались дополнительные зрители.

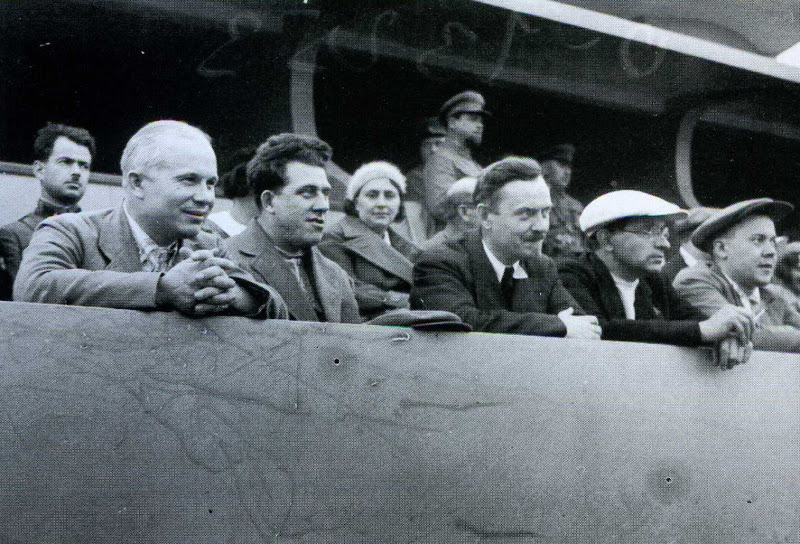
Первый секретарь МК ВКП(б) Н. С. Хрущёв, председатель исполкома Моссовета Н. А. Булганин и другие в правительственной ложе стадиона «Динамо» во время футбольного матча между командами Москвы и Баку, 1935 год

Стадион стал крупным спортивным «комбинатом», где могли одновременно заниматься около 2000 спортсменов — в 10—20 раз больше, чем на старых стадионах. Открытие футбольного стадиона также способствовало популяризации футбола: если в 1924 году крупнейший московский стадион имени В. В. Воровского собрал 15 тысяч зрителей на первый матч между сборными СССР и Турции, к 1930-му году игры посещали до 45—50 тысяч болельщиков. В 1934—1936 стадион был реконструирован, завершилась вторая очередь строительства. Была возведена восточная трибуна, замкнувшая подковообразный полукруг трибун. Строители демонтировали трек, углубили футбольное поле на 3 метра и возвели дополнительный нижний ярус трибун. Вместимость стадиона выросла до 53 445 зрителей, с учётом широкой верхней площадки, откуда соревнования можно было наблюдать стоя, — до 70—80 тысяч. В подтрибунных помещениях открылись 3 зала, предназначенные для занятий тяжёлой атлетикой, фехтованием и борьбой, гребной бассейн, кинотеатр, ресторан. 29 мая 1936 года стадион принял первый матч Кубка СССР по футболу, 28 августа — его финал («Локомотив» (Москва) — «Динамо» (Тбилиси), 2:0). К 1938 году в Петровском парке были открыты малый стадион на 10 тысяч зрителей, открытый и крытый теннисные корты, с которыми общая площадь стадиона увеличилась с 22 до 36 гектаров. В сентябре 1938 года возле стадиона открылась станция метро «Динамо». Расположенный в парке стадион с украшенными цветами аллеями стал популярным местом отдыха москвичей.
Последний предвоенный матч прошёл на стадионе между московским «Динамо» и сталинградским «Трактором» 19 июня 1941 года. В годы Великой Отечественной войны на стадионе был организован военно-учебный лагерь, где с 27 июня 1941 года начали формироваться отряды Отдельной мотострелковой бригады особого назначения НКВД СССР. Бригада была укомплектована чекистами, слушателями Высшей пограничной школы и Центральной школы НКВД, студентами Государственного центрального института физической культуры, динамовцами и членами других спортивных обществ. В помещениях тира была развёрнута подготовка снайперов. Стадион был замаскирован от авианалётов, зимой 1942 года на футбольном поле были высажены молодые ели. С перемещением фронта на запад на стадионе возобновились спортивные соревнования: 18 июля 1944 года после долгого перерыва команда «Динамо» приняла соперников из «Торпедо» (3:2), через месяц на стадионе состоялся финал первого за 5 лет Кубка СССР («Зенит», Ленинград — ЦСКА, Москва, 2:1). Первый матч мирного времени 3 июля 1945 года послужил началом футбольного «бума» в СССР. В 1947 году на стадионе с особой помпой проходили праздничные мероприятия, посвящённые 800-летию Москвы.
В 1953 году на стадионе было введено регулярное электрическое освещение. Первые попытки освещать игровое поле, чтобы проводить соревнования в вечерние часы, не отвлекая поклонников спорта от работы, относятся к 1930-м годам. Осенью 1933 года несколько матчей прошли при свете подвесных электрических ламп, но уровень освещения оказался недостаточным. В 1940 году по углам стадиона были установлены высокие вышки с прожекторами, при свете которых московское «Динамо» приняло динамовцев из Риги (4:2), но тогда электроосвещение было сочтено экономически нецелесообразным, и это мнение изменилось только с ростом популярности футбола. С открытием в 1956 году Большой спортивной арены Центрального стадиона имени В. И. Ленина в Лужниках стадион «Динамо» потерял статус главного стадиона страны, но не утратил роли в спортивной жизни СССР и Москвы. В 1957 году на его территории начал работу плавательный бассейн. В 1964 году на стадионе появилось электронное световое табло, заменившее башни восточной трибуны, на которых аршинными буквами обозначались наименования команд и счёт матча.

### От Олимпиады-80 до начала реконструкции 2000-х годов, 1977—2010
Планировалось, что стадион станет одной из основных площадок Летних Олимпийских игр 1980 года в Москве, поэтому в 1977—1979 годах стадион прошёл капитальную реконструкцию. Северная, южная и восточная трибуны были демонтированы и вновь возведены. Подтрибунные помещения были обновлены, над стадионом были подняты 4 высокие мачты для прожекторов, которые позволили транслировать олимпийские соревнования в цвете. Были построены административное здание и гостиница, введены в эксплуатацию футбольно-легкоатлетический манеж, гимнастический зал и каток с искусственным льдом, строительство которых велось с 1971 года. Во время Олимпиады-80 стадион принял футбольный турнир.
Стадион принимал матчи сборных СССР и России, финалы кубка, а с конца 1980-х годов стал использоваться для проведения концертов. 23 июля 1996 года на стадионе состоялся первый в стране концерт Deep Purple, а во время выступления Майкла Джексона с концертной программой HIStory поля стадиона заняла 71 тысяча поклонников. В рамках реконструкции 1998 года поле было оборудовано подогревом, а деревянные скамьи были в соответствии с международными футбольными стандартами заменены на пластиковые сиденья, что снизило вместимость стадиона до 36,5 тысяч человек. В том же году стадион принял первые в истории Всемирные юношеские игры. В 1999 году у входа на северную трибуну был установлен памятник легендарному игроку «Динамо», лучшему голкиперу XX века Льву Яшину.
С момента создания «Динамо» превратился из футбольного стадиона в крупный спортивный комплекс с большой и малой спортивными аренами, системой теннисных кортов, 2 плавательными бассейнами (крытым с дорожками 25 метров и открытым с чашей 50 × 25 метров), крупнейшим в Европе гимнастическим залом (54 × 36 метра), катком 72 × 36 метра) и футбольно-легкоатлетическим манежем (116 × 66 метров при высоте 15 метров). С момента постройки манеж служил основной тренировочной площадкой команды в осенне-зимний период, впоследствии его поле было перепрофилировано в исключительно футбольное и стало площадкой для официальных игр. С 1996 года манеж не использовался, в 2003 там были возобновлены тренировки команды и СДЮШОР по футболу имени Л. И. Яшина.
Постепенно футбол стал преобладающим видом спорта, и «Динамо» потребовалась общая реконструкция, чтобы оставаться действующим стадионом. 3 октября 2007 года мэрия Москвы приняла постановление «О комплексной реконструкции территории Центрального стадиона „Динамо“». Проект реконструкции был разработан Институтом Генплана Москвы и предполагал реконструкцию самого стадиона, ряда хозяйственных построек, малой спортивной арены, главного административного здания и бассейна, находившегося в аварийном состоянии. Стадион рассматривался как возможная площадка Чемпионата мира по футболу, поэтому, в соответствии с требованиями ФИФА, его поле планировалось развернуть на 90 градусов и расположить по оси север-юг. Завершение реконструкции стадиона было запланировано на 2011 год, объектов Петровского парка — на 2012 год. 22 ноября 2008 года в присутствии 24 тысяч зрителей прошёл прощальный матч с «Томью», после чего стадион закрылся на реконструкцию.

### Основные характеристики (до реконструкции)
- Размеры поля: 105 х 68 метров
- Вместимость — 36 540 человек
- Травяной покров — натуральный
- Освещение: 1 400 люкс (4 осветительных мачты)
- Табло — одно, на западной трибуне, электронное
- Размеры табло: 28 х 8,5 метров

### Малая спортивная арена «Динамо» и футбольный манеж «Динамо»
Существовали также стадион МСА «Динамо» (малая арена стадиона «Динамо») и футбольный манеж «Динамо».
На МСА «Динамо», располагавшейся на территории спорткомплекса «Динамо», проводились игры кубка и первенства страны по футболу в разных лигах и дивизионах. На момент сноса арены в рамках общей реконструкции комплекса и прилегающей территории в 2012 году трибуны МСА (западная с козырьком и восточная) вмещали 8500 зрителей.
Футбольный манеж «Динамо» был одним из московских манежей, на которых проводились игры Кубка Содружества. В первой половине 1990-х годов в начале и конце сезона здесь играли команды низших лиг «Динамо»-д и «Динамо-2», а также прошло несколько игр в рамках высшей лиги.

## Снос

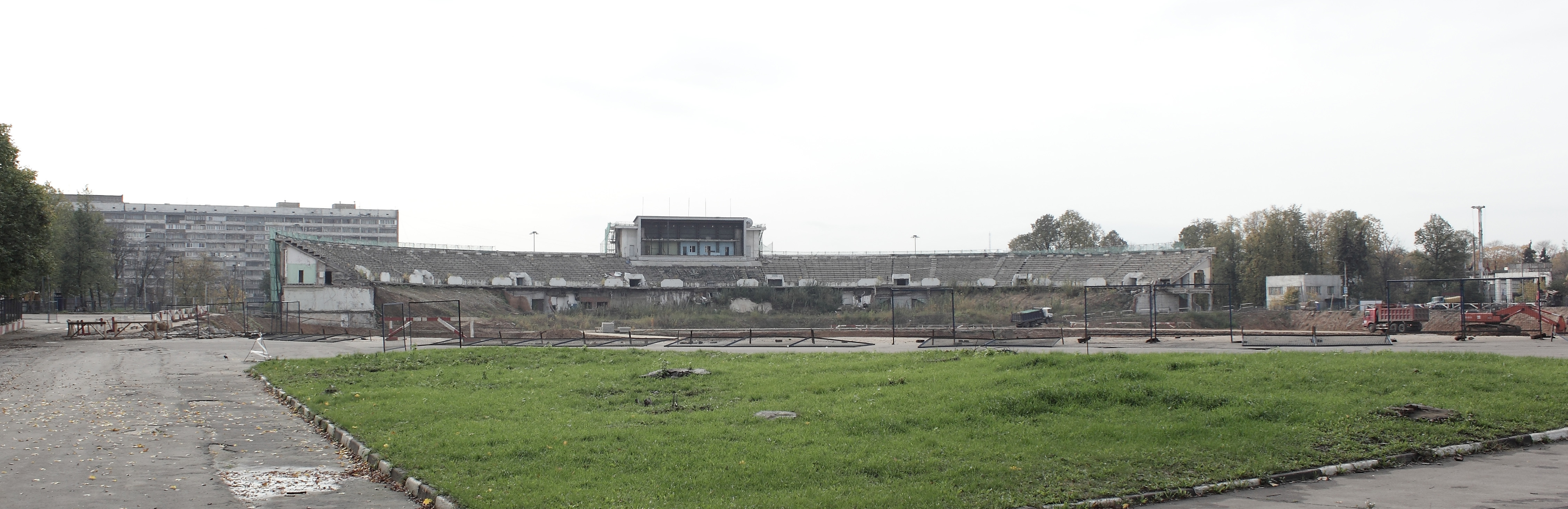
Стадион после сноса восточной, северной и южной трибун, 2012 год

Первоначально стадион планировалось реконструировать с сохранением фасадов, как того требовал охранный статус памятника архитектуры, однако постановлением правительства Москвы от 12 июля 2011 года границы территории объекта культурного наследия «Стадион „Динамо“» были изменены, после чего были снесены восточная, северная и южная трибуны. Единственным подлинным фрагментом, оставшимся от исторического здания, стала западная трибуна. Также были демонтированы осветительные мачты, которые, благодаря своим размерам, были одним из ориентиров северной части Москвы.

## В культуре
- «Футбольная песенка» (1947) Анатолия Новикова на стихи Льва Ошанина содержит строки: «Но упрямо едет прямо на „Динамо“ / Вся Москва, позабыв о дожде».
- На стадионе «Динамо» проходил исторический матч команд «Шайба» и «Зубило», описанный в детской повести Лазаря Лагина «Старик Хоттабыч». Однако в фильме, снятом по одноимённой повести в 1956 году, фигурировал стадион имени С. М. Кирова в Ленинграде.